# شنا، فرانسه
شنا، فرانسه (به فرانسوی: Chénas) یک کمون در فرانسه با جمعیت ۴۵۸ نفر است که در Canton of Beaujeu واقع شده‌است.